# Joe Whelton
Joseph A. „Joe“ Whelton Jr. (* 15. Februar 1956 in Hartford (Connecticut)) ist ein US-amerikanischer Basketballtrainer.

## Laufbahn
Whelton wuchs in East Hartford (US-Bundesstaat Connecticut) auf und spielte zwischen 1974 und 1978 für die Basketballmannschaft der University of Connecticut. In seinem letzten Spieljahr war der 1,82 Meter große Whelton Mannschaftskapitän. Zudem erlangte er einen Abschluss im Fach „Soziale Dienste/Sonderpädagogik“.
Whelton war von 1978 bis 1981 als Lehrkraft an einer Basketballschule in Colchester tätig, 1980/81 dann Lehrer und Basketballtrainer an der Wethersfield High School in Connecticut, anschließend Assistenztrainer an der University of Hartford, ehe er 1983 im Alter von 27 Jahren nach England ging und als Cheftrainer der Warrington Vikings anheuerte, aus denen dann die Basketballmannschaft von Manchester United wurde. Er führte Manchester 1985 und 1986 zur britischen Meisterschaft, 1988 gelang der Einzug ins Viertelfinale des Europapokalwettbewerbs Korac-Cup. Darüber hinaus betreute er 1988 die britische Nationalmannschaft als Cheftrainer und führte die Auswahl in der Qualifikation für die olympischen Sommerspiele auf den sechsten Rang, die Teilnahme in Seoul wurde damit knapp verpasst.
1988 wechselte Whelton von Manchester in die Schweiz und übernahm das Cheftraineramt bei Fribourg Olympic. Nachdem er mit Fribourg 1989 Vizemeister, 1990 Meisterschaftsdritter und 1991 Meisterschaftsvierter geworden war sowie die Mannschaft 1992 zum Schweizer Meister gemacht hatte, nahm er das Angebot des Ligakonkurrenten Pallacanestro Bellinzona an, wo er zwischen 1992 und 1996 als Trainer arbeitete und den Verein dreimal in Folge (1993, 1994, 1995) zum Meistertitel sowie viermal in Folge zum Pokalsieg (1993, 1994, 1995, 1996) führte.
Im Mai 1996 kehrte er nach Manchester zurück, die Mannschaft trug mittlerweile den Namen Manchester Giants. 1997 folgte der Wechsel in die deutsche Bundesliga, Whelton übernahm in der Saison 1997/98 das Traineramt bei Brandt Hagen, 1998/99 trainierte er den Rhöndorfer TV und führte die Mannschaft ins Halbfinale um die deutsche Meisterschaft.
Von 1999 bis 2003 war Whelton Cheftrainer des MTV Gießen (ab 2000 Avitos Gießen). 2001 erreichte er mit Gießen das Bundesliga-Halbfinale und 2003 den dritten Platz im deutschen Pokalwettbewerb. Er wechselte zur Saison 2003/04 zu TBB Trier, wo er Bernard Thompson ablöste. Whelton hatte sich im Sommer 2003 bereits auf einen Vertrag mit dem belgischen Erstligisten Quattro Bree geeinigt, stieg gegen eine Zahlung aber aus der Vereinbarung aus und nahm das Angebot aus Trier an. Bei den Moselanern blieb er bis Dezember 2007 im Amt.
Er ging anschließend in die USA zurück, leitete das Jugendprogramm des YMCA in Venice (Bundesstaat Florida) und war Cheftrainer des Mädchenteams an der Venice High School.
Anfang Januar 2010 kehrte er allerdings nach Europa zurück und wurde Trainer der Lugano Tigers in der Schweiz. Diese Stelle hatte er bis 2011 inne, in dieser Zeit führte er Lugano zu den Schweizer Meistertiteln 2010 und 2011 sowie zum Pokalsieg 2011. Zur Saison 2011/12 wurde Whelton Cheftrainer des State College of Florida und blieb ein Jahr im Amt. Zur Saison 2012/2013 wurde er als neuer Trainer der Foshan Long Lions in China vorgestellt. In der Saison 2013/14 war Whelton Trainer an der Sarasota Christian School in Florida, in der Saison 2015/16 führte er den chinesischen Verein Liaoning Jiebao Hunters zur Vizemeisterschaft in der Liga CBA. Anschließend gründete er in Florida ein Unternehmen für Arbeitsplatzvermittlung. Whelton ist mit der früheren Schweizer Basketballspielerin Magda Cetta verheiratet. Die gemeinsame Tochter Michelle ergriff Schwimmen, Sohn Matteo Basketball als Leistungssport.